# 茲溫蒂博爾德
茲溫蒂博爾德（Zventibold, Swentiboldo, Sventibaldo, Sanderbald，約870年—900年8月13日），卡洛林王朝成員，東法蘭克國王兼羅馬帝國皇帝阿努爾夫之私生子。洛塔林吉亚國王（895年－900年在位）。死後被天主教封為聖人及殉道者。

## 生平
茲溫蒂博爾德出生於他的曾祖父日耳曼人路易在東法蘭克王國長期統治的期間。他是克恩頓的阿努爾夫首名私生子，而阿努爾夫本人是日耳曼人路易的長子巴伐利亞國王卡洛曼的私生子。876年，國王日耳曼人路易去世後，卡洛曼統治法蘭克王國在巴伐利亞的領土，並將鄰近的潘諾尼亞和克恩頓（前卡蘭塔尼亞）兩個藩國交給他的兒子阿努爾夫統治。887年，阿努爾夫成功地繼承無能的國王胖子查理作為東法蘭克國王。
名稱“茲溫蒂博爾德”是他的基督教教父大摩拉維亞公國的斯瓦托普盧克為他改的。
當茲溫蒂博爾德長大後，他就介入巴黎伯爵厄德和糊塗王查理之間進行西法蘭克（即現今法國）王位的爭奪中，但是他們其後亙相合作，因為茲溫蒂博爾德明顯打算自己成為西法蘭克國王。茲溫蒂博爾德作為阿努爾夫的長子首先被剔出為東法蘭克王國的繼承人之列。根據870年的墨爾森條約及880年的里布蒙條約，洛泰林吉亞王國本是屬於中法蘭克王國的領地而轉入東法蘭克王國。當阿努爾夫的夫人的妻子歐塔於893年為他生下合法的兒子和繼承人童子路易，茲溫蒂博爾德獲得洛泰林吉亞王國（最後由洛泰爾二世擁有）以作為賠償，茲溫蒂博爾德統治洛泰林吉亞直至逝世為止。
893年夏天，阿努爾夫接受了來自教宗福慕及意大利國王貝倫加爾一世的呼籲去干預及對抗神聖羅馬皇帝圭多三世。阿努爾夫派遣茲溫蒂博爾德至布倫納山口並在維羅納與貝倫加爾一世的軍隊聯合進攻。兩人前往圭多的首府帕維亞，但是圍城失敗，最後放棄圍城。根據克雷莫納的利烏特普蘭德，茲溫蒂博爾德接受了圭多的賄賂才離開帕維亞，雖然不清楚這筆錢是否以個人賄賂或向他父親孝敬的形式。茲溫蒂博爾德的撤退仍然被視為失敗，但是當阿努爾夫得知虛實後，他派遣一支更強大的軍隊，並親自率領此軍隊前往意大利，幾個月後便把帕維亞攻陷。
作為將洛塔林吉亚整合到東法蘭克王國的計劃的一部分，茲溫蒂博爾德的統治是由他的父親親自執行，並由科隆大主教赫爾曼一世和特里爾總主教拉德柏所支持，以對抗當地貴族的抵抗。當茲溫蒂博爾德幫助一般人群太多了，他開始在幾年內被人民憎恨。當茲溫蒂博爾德正在與不服從的貴族作戰時，他的父親阿努爾夫於899年去世，嫡子六歲的童子路易成為東法蘭克國王。
茲溫蒂博爾德企圖利用他年幼的同父異母弟弟的繼承以達到將洛塔林吉亚從東法蘭克王國獨立出去。然而，在他失去了父親的支持之後，所有貴族都支持都轉而支持童子路易，並要求他對洛泰林吉亞進行干預。900年，埃諾伯爵雷尼埃一世對抗茲溫蒂博爾德，並在今天的敘斯特倫附近將他殺死。
在茲溫蒂博爾德逝世後，東法蘭克國王童子路易兼任洛塔林吉亚國王統治該地。然而，在童子路易的統治下，東法蘭克王國開始解體，而從903年起，童子路易任命康拉丁家族的繼承人拉瑙伯爵吉布哈德接受了洛塔林吉亚公爵的稱號以管理茲溫蒂博爾德留下來的王國。